# Zuzana Ozaniak Střížová
Zuzana Ozaniak Střížová (12. července 1991 Praha) je česká imunoložka, lékařka a vědecká pracovnice. Působí jako docentka na 2. lékařské fakultě Univerzity Karlovy a ve Fakultní nemocnici Motole.
Její specializací je výzkum nádorového mikroprostředí a psychoneuroimunologie, přičemž se zaměřuje na roli imunitních buněk v rakovině a dopad stresu na imunitní systém. Publikovala několik vědeckých článků v českých i zahraničních časopisech a je autorkou několika odborných monografií, zároveň je držitelkou vědeckých ocenění ve svém oboru. V roce 2024 byla zařazena časopisem Forbes mezi nejvýznamnější české vědkyně.

## Život

### Vzdělání
Vystudovala všeobecné lékařství na 1. lékařské fakultě Univerzity Karlovy, kde v roce 2016 získala titul Doktor medicíny. Doktorské studium v oboru imunologie dokončila na 2. lékařské fakultě Univerzity Karlovy v roce 2020, kde získala titul Ph.D. V rámci svého doktorského studia se zabývala rolí tumor-infiltrujících lymfocytů v prognóze a léčbě pacientů s rakovinou. V roce 2023 byla jmenována docentkou v oboru imunologie.

### Profesní kariéra
Od roku 2016 působí na Ústavu imunologie Fakultní nemocnice v Motole jako lékařka a vědecká pracovnice. V roce 2020 založila výzkumnou skupinu zaměřenou na studium imunitních buněk v nádorovém mikroprostředí. V roce 2024 iniciovala vznik první výzkumné skupiny psychoneuroimunologie v Česku. Aktivně se podílí na výuce studentů medicíny a je školitelkou několika diplomových a doktorských prací. Za svou pedagogickou činnost byla v roce 2023 oceněna titulem Učitel roku na 2. lékařské fakultě Univerzity Karlovy. Téhož roku vydala monografii "Imunita v otázkách a odpovědích". Na mezinárodní úrovni spoluprácuje s výzkumnými týmy v Praze, Glasgow a Lausanne, dále je juniorskou zástupkyní České republiky v Evropské akademii alergologie a klinické imunologie (EAACI). V roce 2023 zastupovala Univerzitu Karlovu na konferenci League of European Research Universities (LERU), kde přispěla k tvorbě směrnic pro vedení doktorandů v Evropě. Po získání stipendia EFIS-IL, absolvovala výzkumnou stáž ve skupině Chemokine Research Group na Univerzitě v Glasgow pod vedením profesora Gerarda Grahama.  V roce 2023 vydala monografii Imunita v otázkách a odpovědích, která přístupnou formou vysvětluje fungování imunitního systému. Pravidelně přednáší na odborných konferencích, včetně TEDx konference v Praze na téma „How toxic relationships shape your health“ (2024)..
Kromě toho se v rámci psychoneuroimunologie zaměřuje na studium dopadů domácího násilí na imunitní systém. Aktivně se věnuje osvětě veřejnosti s cílem zvýšit povědomí o vlivu psychosociálních faktorů na zdraví. V roce 2023 zorganizovala konferenci "Domácí násilí: Jak ho rozpoznat a proč o něm mluvit", jejímž cílem bylo zvýšit informovanost o problematice domácího násilí a podpořit prevenci. Konference proběhla pod záštitou Nadace Dagmar a Václava Havlových Vize 97 a byla spolufinancována Technologickou agenturou České republiky v rámci Programu Sigma.
Dne 17. května 2023 se zúčastnila panelové diskuze na půdě francouzského velvyslanectví v Praze v rámci programu L’Oréal-UNESCO Pro ženy ve vědě. Diskuze se věnovala tématům sexuálního obtěžování na pracovišti a návratové politiky vědkyň po rodičovské dovolené.

## Publikace a ocenění
Za svou vědeckou činnost získala tato ocenění.
- 2024 - Zařazena časopisem Forbes mezi TOP české vědkyně.[10]
- 2022 - Cena profesora Václava Špičáka.[24]
- 2022 - Cena Dr. Lišky za nejlepší publikaci na téma nádorového mikroprostředí.[25]
- 2022 - Cena L’Oréal-UNESCO For Women in Science za vědeckou práci v imunoterapii nádorů.[26]
- 2020 - Cena Vlasty Adamové za vynikající práci v oboru onkologie a hematologie.[27]
- 2021 - Cena Vlasty Adamové za vynikající práci v oboru onkologie a hematologie.[28]
- 2018 - Ocenění za nejlepší poster na Progress in Vaccination Against Cancer, PIVAC-18 (Norsko).[29]

## Granty a výzkumné projekty
- 2023–2026 - AZV Junior Grant – Výzkum kombinatorických strategií pro překonání rezistence na imunoterapii u měkkotkáňových sarkomů.[30]
- 2018–2020 - Grantová agentura Univerzity Karlovy – Studie zaměřená na expanzi tumor-infiltrujících lymfocytů. [31]